# Idioter EP
Idioter EP är en EP och en singel av det svenska rockbandet Kent från mars 2010. Idioter EP släpptes digitalt den 8 mars 2010 och fysiskt den 10 mars samma år.
Idioter återfinns på Kents åttonde studioalbum, Röd. Låten nådde plats 33 på den svenska singellistan.

## Låtlista
1. Idioter - 4:16
2. Taxmannen (Andreas Tilliander remix) -  	3:52
3. Ensamheten (Andrea Parker remix) -  	7:08
4. Ensamheten (Erase remix) -  	5:43
5. Idioter (demo) -  	4:40

### Fotnoter
1. ↑  Swedishcharts: Listplacering på den svenska singellistan. Läst 14 juni 2010